# Naumivka, Koriukivka
Naumivka (în ucraineană Наумівка) este localitatea de reședință a comunei Naumivka din raionul Koriukivka, regiunea Cernihiv, Ucraina.

## Demografie
Componența lingvistică a localității Naumivka
     Ucraineană (98,03%)
     Rusă (1,9%)
Conform recensământului din 2001, majoritatea populației localității Naumivka era vorbitoare de ucraineană (98,03%), existând în minoritate și vorbitori de rusă (1,9%).